# Maria Anna Sophie av Sachsen

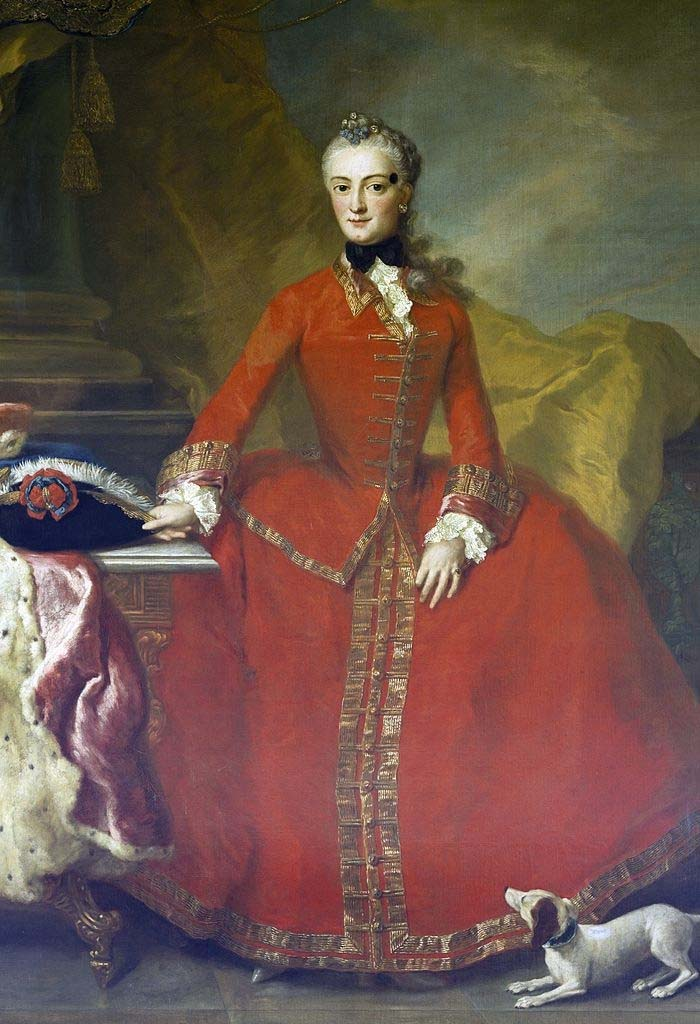
Maria Anna av Sachsen

Maria Anna Sophie av Sachsen, född 1728, död 1797, kurfurstinna av Bayern.
Dotter till Polens kung, August III av Sachsen, och Maria Josefa av Österrike. 
Gift med Maximilian III Joseph av Bayern 1747. Äktenskapet var barnlöst. Vid makens död 1777, skötte hon förhandlingarna kring vem som skulle ta över Bayerns tron. Hon stödde Pfalz-Zweibrücken-Birkenfeld i samråd med Preussen för att undvika österrikisk dominans mot den andra arvingen, Karl Theodor, som var villig att överlåta Nedre Bayern till Österrike. Dessa konflikter förorsakade bayerska tronföljdskriget 1778. Hon bosatte sig senare i palatset Fürstenried och blev behandlad med respekt.